# De Friese Bierbrouwerij

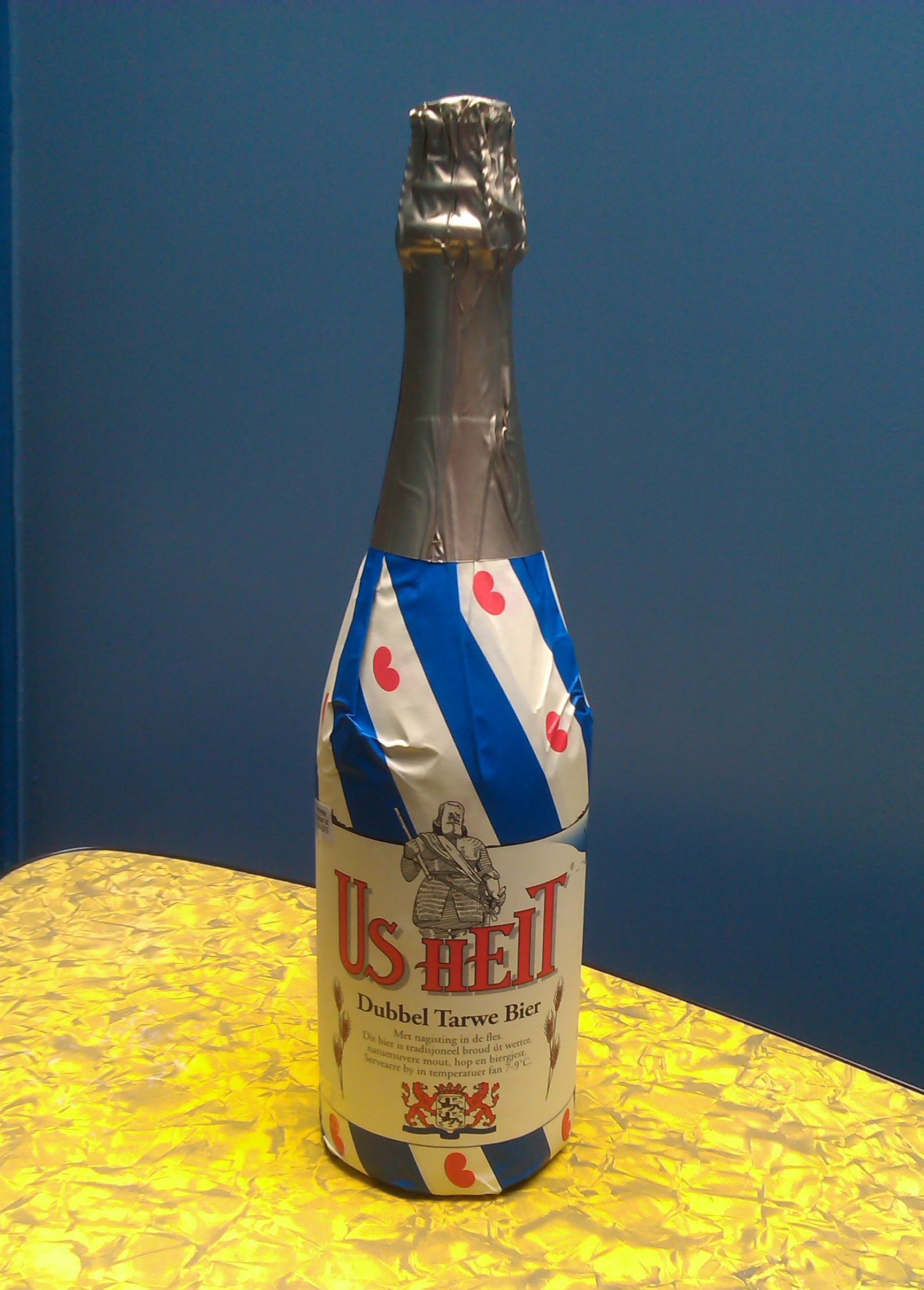
Us Heit Dubbel Tarwe Bier

De Friese Bierbrouwerij is een klein familiebedrijf uit Bolsward dat acht soorten speciaalbier brouwt onder de naam Us Heit (onze vader). Ook stookt men sinds 2002 een eigen single malt whisky genaamd Frysk Hynder (Fries paard). Het bier van Us Heit wordt in een groot deel van de supermarkten en slijterijen in Friesland verkocht.

## Geschiedenis
De Friese Bierbrouwerij werd in 1985 opgericht in het Friese dorp Uitwellingerga. Het eerste bier heette dan ook Twels Pilsener, en was vernoemd naar de Friestalige naam van het dorp, Twellingea. Het Buorren Bier heeft men vernoemd naar de straat waar men destijds aan gevestigd zat, de Buorren (de buurt). In 1990 kon de brouwerij in Uitwellingerga de vraag niet meer bijbenen, en verhuisde de brouwerij naar een voormalig fabriekspand van Philips in Sneek.
In 1995 verhuisde men opnieuw, ditmaal naar het pand van de voormalige Hogere en Middelbare school voor Levensmiddelentechnologie in Bolsward. Dit bleek een perfecte locatie te zijn voor de activiteiten van de Friese Bierbrouwerij, zodoende kon er een proeflokaal in worden gericht, en ging men rondleidingen verzorgen in de brouwerij. Eind 2002 is de brouwerij uitgebreid met een distilleerderij, waar sindsdien de Frysk Hynder whisky en de Frysk Famke koffielikeur worden gestookt.
De naam Us Heit is afkomstig van Graaf Willem Lodewijk (1560-1620), de eerste stadhouder van Friesland. Hij wordt in de volksmond nog steeds gezien als vader aller Friezen (Us Heit), en in 1906 werd hij dan ook met een gelijknamig standbeeld in Leeuwarden vereerd.

## Assortiment
- Us Heit Buorren Bier.
- Us Heit Dubbel Tarwe Bier
- Us Heit Elfstedenbier
- Us Heit Frysk Bier
- Us Heit Kerstbier
- Us Heit Twels Bokbier
- Us Heit Twels Pilsener
- Us Heit Twels Speciaal
- Frysk Hynder (single malt whisky)
- Frysk Famke koffielikeur